# Prodromus Florae Norfolkicae
Prodromus Florae Norfolkicae (abreviado Prodr. Fl. Norfolk.) es un libro con ilustraciones y descripciones botánicas que fue escrito por el botánico de Austria, numismático, político, y sinólogo, Stephan Ladislaus Endlicher. Fue publicado en el año 1833, con el nombre de Prodromus Florae Norfolkicae; sive, Catalogus stirpium quae in insula Norfolk annis 1804 et 1805 a Ferdinando Bauer collectae et depictae, nunc in Museo caesareo palatino rerum naturalium Vindobonae servantur. Vindobonae